# 双扣
双扣主要流行于江浙一带扑克游戏。游戏打两副牌。对家配合，游戏的方法是配合的双方要尽快将手中的牌出完，注意配合。当一方将牌出完，而另外一方的两家都没有出完，则叫双扣成功了。